# Englishe Musicke
Englishe Musicke è una raccolta degli Amazing Blondel, pubblicato dalla Edsel Records nel 1993.Si tratta di una compilation tratta dagli album: Evensong, Fantasia Lindum e England.

## Tracce
Brani composti da John Gladwin, tranne dove indicato
1. Fantasia Lindum (in 12 Parts) – 20:22 – Tratto dall'album Fantasia Lindum (1971)
2. Toye – 3:26 – Tratto dall'album Fantasia Lindum (1971)
3. Three Seasons Almaine – 3:34 – Tratto dall'album Fantasia Lindum (1971)
4. A Spring Air – 3:43 – Tratto dall'album England (1972)
5. Dolor Dulcis (Sweet Sorrow) – 3:26 (Edward Baird, John Gladwin) – Tratto dall'album England (1972)
6. Almaine – 1:01 (Edward Baird) – Tratto dall'album Fantasia Lindum (1971)
7. Landscape – 7:39 – Tratto dall'album England (1972)
8. Afterglow – 3:42 – Tratto dall'album England (1972)
9. Pavan – 3:20 – Tratto dall'album Evensong (1970)
10. St. Crispin's Day – 2:22 – Tratto dall'album Evensong (1970)
11. Spring Season – 3:42 – Tratto dall'album Evensong (1970)
12. Willowood – 3:26 – Tratto dall'album Evensong (1970)
13. Old Moot Hall – 2:42 – Tratto dall'album Evensong (1970)
14. Lady Marion's Galliard – 3:44 – Tratto dall'album Evensong (1970)
15. Under the Greenwood Tree – 3:19 – Tratto dall'album Evensong (1970)
16. Siege of Yaddlethorpe – 2:33 (Terry Wincott) – Tratto dall'album Fantasia Lindum (1971)

## Musicisti
Evensong (1970)
- John David Gladwin - voce solista, liuto, liuto (theorboe), cittern, contrabbasso
- Terence Alan Wincott - corno (crumhorn), recorder, organo a canne, voce, tabor pipe, flauto
- Terence Alan Wincott - voce solista (occasionale), harmonium, liuto, clavicembalo
- Edward Baird - liuto, cittern, voce, voce solista (occasionale)
- Adam Skeaping - viola (da gamba), contrabbasso (violone)
- Chris Karan - percussioni

Fantasia Lindum (1971)
- John David Gladwin - secondo liuto, voce solista, contrabbasso, liuto (theorboe)
- Terence Wincott - recorders, voce, corno crumhorn, clavicembalo, harmonium (piano), percussioni, woodwind
- Edward Baird - primo liuto, voce, glockenspiel, dulcimer, chitarra

Musicista aggiunto
- Jim Capaldi - batteria (brano: Siege of Yaddlethorpe)

England (1972)
- John David Gladwin - seconda chitarra, voce solista, contrabbasso, percussioni (tabor), campane tubolari
- Edward Baird - prima chitarra, voce, dulcimer, chitarra a dodici corde, percussioni
- Terence Alan Wincott - voce, flauto, recorder, harmonium, organo a canne, mellotron, bongos, percussioni
- Adrian Hopkins - conduttore musicale
- Adrian Hopkins - clavicembalo (brano: Dolor Dulcis (Sweet Sorrow))